# Motor Barnaul

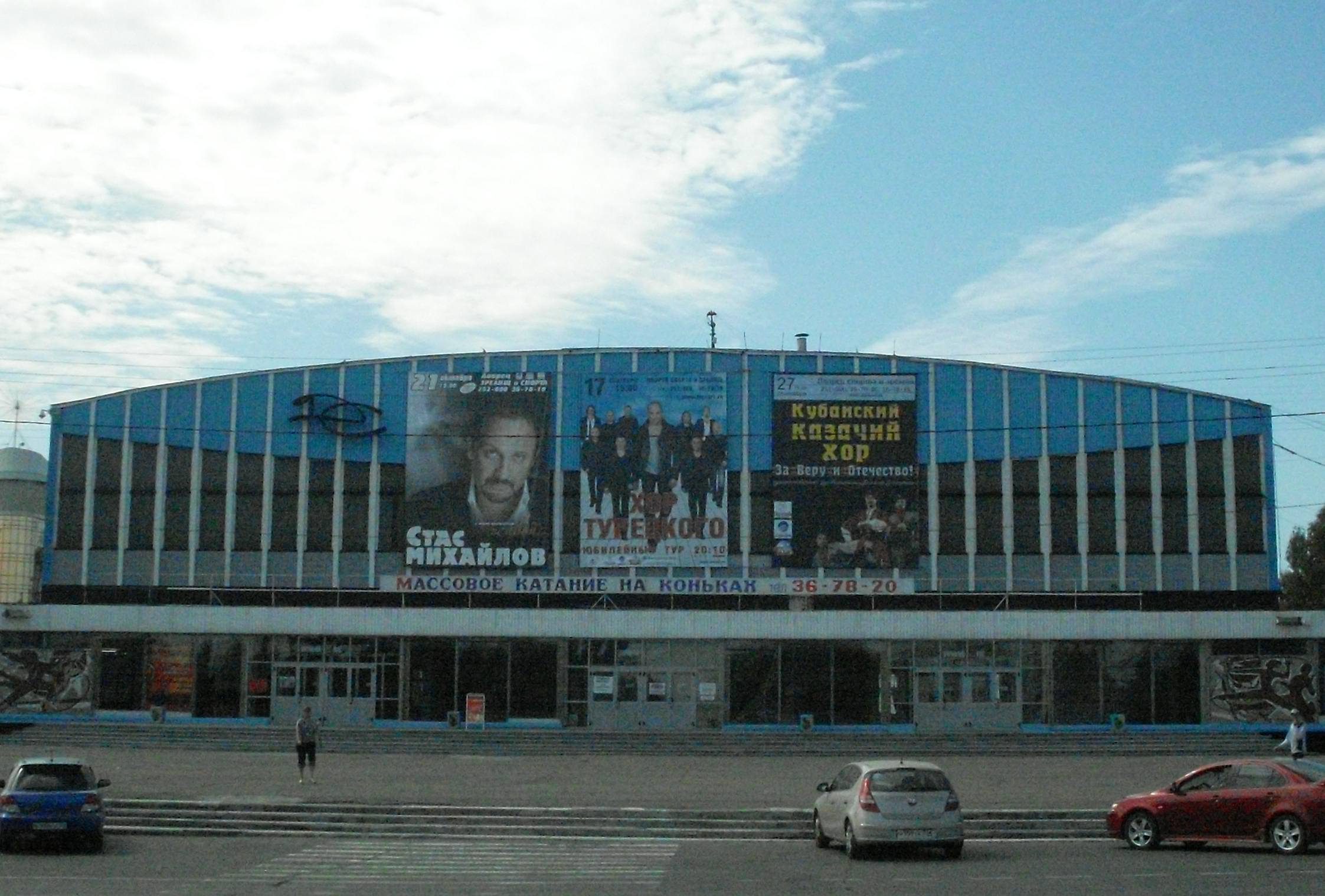
Sportpalast Barnaul

Motor Barnaul (russisch Мотор Барнаул) war ein russischer Eishockeyklub aus Barnaul.

## Geschichte
Der Klub wurde 1959 in der Tradition des 1954 entstandenen Spartak Barnaul gegründet. Zu Sowjetzeiten spielte Motor Barnaul in verschiedenen Ligen unterhalb der höchsten Spielklasse. Von 1998 bis 2006 nahm die Mannschaft jeweils an der zweithöchsten russischen Profispielklasse teil. Zunächst gehörte der Klub der parallel zur Wysschaja Liga ausgetragenen Meisterschaft des russischen Eishockeyverbandes an und spielte ab der Saison 1999/2000 in der Wysschaja Liga. Aufgrund finanzieller Probleme wurde der Verein 2006 schließlich aufgelöst und durch den Klub Altai Barnaul ersetzt, welcher in der drittklassigen Perwaja Liga antritt.

## Bekannte Spieler
| - Jewgeni Blochin (2001–2004) - Jewgeni Bumagin (2002–2003) - Wital Kowal (2003–2004) - Wadim Krasnoslobodzew (2005–2006) | - Artemi Lakisa (2005–2006) - Alexei Pepeljajew (2004–2005) - Jewgeni Schdanow (2003–2005) - Ilja Solarjow (2003–2004) |